# Sud (singolo)
Sud è un singolo dei rapper italiani Ketama126 e Niko Pandetta, pubblicato il 9 luglio 2021.

## Tracce
1. Sud – 2:49 (testo: Piero Baldini, Vincenzo Pandetta – musica: Ketama126, goosiexvenus, mikexvenus)